# Libnotes (Libnotes) notata
Libnotes (Libnotes) notata is een tweevleugelige uit de familie steltmuggen (Limoniidae)]. De soort komt voor in het Oriëntaals en Australaziatisch gebied.